# دیازوتروف

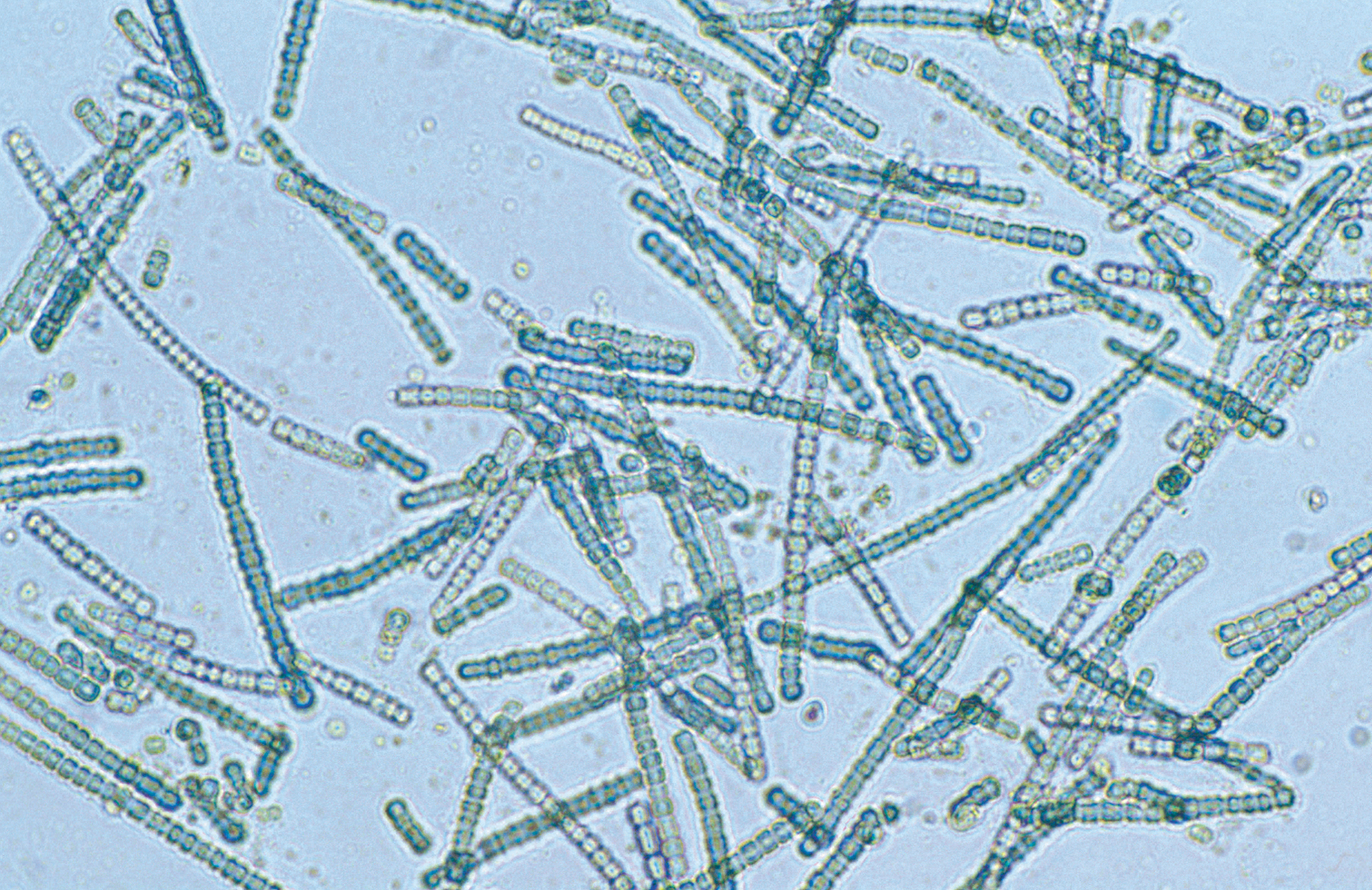
تصویر میکروسکوپی رشته‌ای از سیانوباکتری‌ها

دیازوتروف (انگلیسی:‌ Diazotroph)، باکتری‌ها و باستانیانی هستند که تثبیت نیتروژن گازی موجود در جو را برای شکل قابل استفاده‌تر مانند آمونیاک انجام می‌دهند.
دیازوتروف ریزجانداری است که می‌تواند بدون منابع خارجی نیتروژن ثابت رشد کند. نمونه‌هایی از جانداران که این کار را انجام می‌دهند عبارتند از: ریشه‌زیست و فرانکیا و آزوسپیریلوم (Azospirillum). همه دیازوتروف‌ها حاوی سیستم نیتروژناز آهن-مولیبدن یا آهن-وانادیم هستند. دو مورد از سیستم‌های مورد مطالعه کلبسیلا پنومونیه و ازتوباکتر وینلاندی هستند. این سیستم‌ها به دلیل قابلیت انتقال ژنتیکی و رشد سریع آنها مورد مطالعه قرار می‌گیرند.

## لغت‌شناسی
کلمه دیازوتروف (diazotroph) از کلمات diazo ("di" = دو + "azo" = نیتروژن) به معنای "دی نیتروژن (N2)" و troph به معنای "مربوط به غذا یا تغذیه" به‌طور خلاصه دی‌نیتروژن استفاده شده است. کلمه ازت (azote) در زبان فرانسوی به معنای نیتروژن است و توسط شیمی‌دان و زیست‌شناس فرانسوی آنتوان لاووازیه نام‌گذاری شد که آن را بخشی از هوا می‌دانست که نمی‌تواند حیات را حفظ کند.

## انواع دیازوتروف‌ها
دیازوتروف‌ها در گروه‌های طبقه‌بندی باکتری‌ها (و همچنین تعدادی از باستانیان) پراکنده هستند. حتی در گونه‌هایی که می‌توانند نیتروژن را تثبیت کنند، ممکن است سویه‌هایی وجود داشته باشند که این کار را انجام ندهند. تثبیت زمانی که منابع دیگر نیتروژن در دسترس باشد و برای بسیاری از گونه‌ها، هنگامی که اکسیژن در فشار جزئی بالا باشد خاموش می‌شود. باکتری‌ها روش‌های مختلفی برای مقابله با اثرات تضعیف کننده اکسیژن بر نیتروژنازها دارند که در زیر ذکر شده است.

### دیازوتروف‌های آزاد
- بی‌هوازی - اینها بی‌هوازی‌های اجباری هستند که نمی‌توانند اکسیژن را تحمل کنند حتی اگر نیتروژن را تثبیت نکنند. آنها در زیستگاه‌های کم اکسیژن مانند خاک و مواد گیاهی در حال فساد زندگی می‌کنند. کلستریدیوم یک مثال است. باکتری‌های کاهنده سولفات در رسوبات اقیانوس‌ها مهم هستند (برای نمونه (Desulfovibrio)) و برخی از متانوژن‌های باستانی مانند (Methanococcus) نیتروژن را در گل و لای، روده حیوانات[۳] و خاک‌های بدون اکسیژن[۴] تثبیت می‌کنند.
- بی‌هوازی اختیاری - این گونه‌ها می‌توانند با اکسیژن و یا بدون آن رشد کنند، اما آنها فقط نیتروژن را به‌صورت بی‌هوازی تثبیت می‌کنند. اغلب آنها اکسیژن را به‌همان سرعتی که تامین می‌شود تنفس می‌کنند و میزان اکسیژن آزاد را پایین نگه می‌دارند. برای نمونه می‌توان به کلبسیلا پنومونیه، پانی باسیلوس پلی‌میکسا (Paenibacillus polymyxa)، باسیلوس ماسرانس (Bacillus macerans) و اشرشیا اینترمدیا (Escherichia intermedia) اشاره کرد.[۳]
- هوازی - این گونه‌ها برای رشد به اکسیژن نیاز دارند، با این حال نیتروژناز آنها در صورت قرار گرفتن در معرض اکسیژن همچنان ضعیف می‌شود. ازتوباکتر وینلاندی بیشترین مطالعه شده از این موجودات است. از سرعت تنفس بسیار بالا و ترکیبات محافظ برای جلوگیری از آسیب اکسیژن استفاده می‌کند. بسیاری از گونه‌های دیگر نیز سطح اکسیژن را به این طریق کاهش می‌دهند، اما با نرخ تنفس کمتر و تحمل اکسیژن کمتر.[۳]
- باکتری‌های فتوسنتز کننده اکسیژن (سیانوباکتری‌ها) به‌عنوان یک محصول جانبی فتوسنتز، اکسیژن تولید می‌کنند، اما برخی قادر به تثبیت نیتروژن نیز هستند. اینها باکتری‌های استعماری هستند که دارای سلول‌های تخصصی هتروسیست (Heterocyst) هستند که فاقد مراحل تولید اکسیژن در فتوسنتز هستند. براب نمونه می‌توان به آنابینا سیلیندریکا (Anabaena cylindrica) و نوستوک کومونی (Nostoc commune) اشاره کرد. سایر سیانوباکترها فاقد هتروسیست هستند و می‌توانند نیتروژن را فقط در نور کم و سطوح اکسیژن تثبیت کنند (مانند پلکتونما (Plectonema)).[۳] برخی از سیانوباکتری‌ها، از جمله گونه‌های دریایی بسیار فراوان پروکلوروکوکوس (Prochlorococcus) و سینکوکوکوس (Synechococcus) نیتروژن را تثبیت نمی‌کنند،[۵] در حالی که سایر سیانوباکتری‌های دریایی، مانند خاک‌اره دریایی و سیانوتس (Cyanothece)، سهم عمده‌ای در تثبیت نیتروژن اقیانوسی دارند.[۶]
- باکتری‌های فتوسنتزی بدون اکسیژن (Anoxygenic photosynthesis) در طول فتوسنتز اکسیژن تولید نمی‌کنند و تنها یک فتوسیستم دارند که نمی‌تواند آب را تجزیه کند. نیتروژناز تحت محدودیت نیتروژن بیان می‌شود. به‌طور معمول، بیان از طریق بازخورد منفی از یون آمونیوم تولید شده تنظیم می‌شود، اما در غیاب نیتروژن، محصول تشکیل نمی‌شود و محصول جانبی هیدروژن بدون کاهش ادامه می‌یابد [Biohydrogen]. گونه‌های مثال: رودوباکتر اسفارویدس (Rhodobacter sphaeroides)، رودوپسودوموناس پالستریس (Rhodopseudomonas palustris)، رودوباکتر کپسولاتوس (Rhodobacter capsulatus).[۷]

### دیازوتروف‌های همزیست
- ریزوبیا - اینها گونه‌هایی هستند که با حبوبات، گیاهان خانواده باقلاییان ارتباط دارند. اکسیژن به لگ‌هموگلوبین در گره‌های ریشه که همزیست‌های باکتریایی را در خود جای می‌دهند، متصل می‌شود و با سرعتی تامین می‌شود که به نیتروژناز آسیبی نمی‌رساند.[۳]
- فرانکیاها - بسیار کمتر در مورد این تثبیت‌کننده‌های نیتروژن اکتینوریزال (Actinorhizal plant) شناخته شده است. باکتری‌ها همچنین ریشه‌ها را آلوده می‌کنند که منجر به تشکیل گره‌ها می‌شود. گره‌های اکتینوریزال از چندین لوب تشکیل شده‌اند که هر لوب ساختاری مشابه ریشه جانبی دارد. فرانکیا می‌تواند در بافت قشر گره‌ها مستعمره شود، جایی که نیتروژن را ثابت می‌کند.[۸] گیاهان اکتینوریزال و فرانکیاها نیز هموگلوبین تولید می‌کنند[۹] اما نقش آنها کمتر از ریزوبیاها مشخص است.[۸] اگرچه در ابتدا به‌نظر می‌رسید که آنها در مجموعه‌ای از گیاهان غیرمرتبط زندگی می‌کنند (توسکا، دم‌اسب‌درختی، بوته‌صابون (Ceanothus)، مورد باتلاقی (Myrica gale) ، رز صخره‌ای (Purshia) و دریاس (Dryas))، تجدید نظر در تبارزایی نهان‌دانگان نشان‌دهنده ارتباط نزدیک این گونه‌ها و حبوبات است.[۸][۱۰] این پاورقی‌ها به جای تبارزایی، رشدشناسی این تکرارها را نشان می‌دهد. به عبارت دیگر، یک ژن باستانی (از قبل از جدا شدن نهان‌دانگان و بازدانگان) که در بیشتر گونه‌ها استفاده نمی‌شود، دوباره بیدار شده و در این گونه‌ها مورد استفاده مجدد قرار گرفت.
- سیانوباکترها - سیانوباکترهای همزیست نیز وجود دارند. برخی با قارچ‌ها به‌عنوان گلسنگ، با جگرواشان، سرخس و نخلی‌سرخس‌سانان ارتباط دارند.[۳] اینها گره ایجاد نمی‌کنند (در واقع بیشتر گیاهان ریشه ندارند). همانطور که در بالا توضیح داده شد، هتروسیست‌ها اکسیژن را حذف می‌کنند. تجمع سرخس از نظر کشاورزی مهم است: سرخس آبی آزیریان پناهگاه خزه بالارو یک کود سبز مهم برای کشت برنج است.[۳]
- ارتباط با حیوانات - اگرچه دیازوتروف‌ها در روده‌های بسیاری از حیوانات یافت شده است، معمولا آمونیاک کافی برای سرکوب تثبیت نیتروژن وجود دارد.[۳] موریانه‌ها در رژیم غذایی کم نیتروژن اجازه تثبیت را می‌دهند، اما سهم آن در تامین نیتروژن موریانه ناچیز است. کرم‌های کشتی (Shipworm) ممکن است تنها گونه‌ای باشند که از همزیستی‌های روده‌ای خود سود قابل توجهی می‌برند.[۳]

## کشت
در شرایط آزمایشگاهی، منابع نیتروژن اضافی در دیازوتروف‌های زنده آزاد مورد نیاز نیست و منابع کربن (مانند ساکارز، گلوکز) و مقدار کمی نمک معدنی برای محیط مورد نیاز است. دیازوتروف‌های آزاد می‌توانند مستقیماً از نیتروژن (N2) موجود در هوا به‌عنوان تغذیه نیتروژن استفاده کنند. با این حال، همزمان با کشت چندین دیازوتروف همزیست مانند ریزوبیا، افزودن تغذیه نیتروژن ضروری است، زیرا ریزوبیا و سایر باکتری‌های تثبیت‌کننده نیتروژن همزیست نمی‌توانند از نیتروژن مولکولی (N2) به شکل آزاد استفاده کنند.

## کاربرد

### زیست‌کود
کود دیازوتروف نوعی زیست‌کود است که می‌تواند از ریزجانداران تثبیت‌کننده نیتروژن برای تبدیل نیتروژن مولکولی (N2) به آمونیاک (که تشکیل نیتروژن در دسترس برای گیاهان زراعی است) استفاده کند. این مواد مغذی نیتروژن می‌توانند در فرآیند سنتز پروتئین برای گیاهان استفاده شوند. کل این فرآیند تثبیت نیتروژن توسط دیازوتروف تثبیت زیستی نیتروژن نامیده می‌شود. این واکنش زیست‌شیمی را می‌توان در شرایط دما و فشار معمولی انجام داد. بنابراین نیازی به شرایط شدید و کاتالیزورهای خاص در تولید کود ندارد. بنابراین تولید نیتروژن موجود از این طریق می‌تواند ارزان، تمیز و کارآمد باشد. کود باکتری تثبیت‌کننده نیتروژن یک زیست‌کود ایده آل و امیدوارکننده است.
از زمان‌های قدیم، مردم برای بارورتر کردن خاک، محصول حبوبات کشت می‌کردند. و دلیل این امر این است: ریشه گیاهان حبوبات با ریزوبیا (نوعی دیازوتروف) همزیست هستند. این ریزوبیاها را می‌توان به‌عنوان یک زیست‌کود طبیعی برای تامین نیتروژن موجود در خاک در نظر گرفت. پس از برداشت محصول حبوبات و سپس رشد سایر محصولات (ممکن است حبوبات نباشند) می‌توانند از این نیتروژن باقی مانده در خاک نیز استفاده کنند و رشد بهتری داشته باشند.
زیست‌کودهای دیازوتروف که امروزه مورد استفاده قرار می‌گیرند عبارتند از ریزوبیوم، ازتوباکتر، آزوسپیریلیوم و جلبک سبز آبی (جنسی از سیانوباکتری‌ها). این کودها به‌طور گسترده مورد استفاده قرار می‌گیرند و در تولید صنعتی آغاز شده‌اند. تاکنون در بازار، زیست‌کود تثبیت‌کننده نیتروژن را می‌توان به کود مایع و کود جامد تقسیم کرد. اکثر کودها به روش تخمیر مایع تخمیر می‌شوند. پس از تخمیر، باکتری‌های مایع را می‌توان بسته‌بندی نمود که کود مایع است و مایع تخمیر شده را نیز می‌توان با پوده استریل شده و سایر جاذب‌های حامل جذب کرد تا یک کود میکروبی جامد تشکیل دهد. این کودهای تثبیت‌کننده نیتروژن تأثیر خاصی در افزایش تولید پنبه، برنج، گندم، بادام‌زمینی، کلزا، ذرت، سورگوم، سیب‌زمینی، تنباکو، نیشکر و سبزیجات مختلف دارد.

## اهمیت
از نظر تولید نیتروژن در دسترس برای همه جانداران، تجمع‌های همزیست به استثنای سیانوباکتری‌ها از گونه‌های آزاد بسیار فراتر می‌روند.
دیازوتروف نقش مهمی در چرخه نیتروژن زمین دارد. در بوم‌سازگان زمینی، دیازوتروف نیتروژن را از جو گرفته و تثبیت نموده و آن را برای تولید کننده اولیه فراهم می‌کند. سپس نیتروژن به سطوح بالاتر هرم تغذیه و انسان منتقل می‌شود. تشکیل و ذخیره نیتروژن همگی تحت‌تأثیر فرآیند تبدیل خواهد بود. همچنین نیتروژن تثبیت‌شده توسط دیازوتروف از نظر زیست‌محیطی پایدار است و می‌تواند مصرف کود را کاهش دهد، در نتیجه می‌تواند موضوع مهمی در تحقیقات کشاورزی باشد.
در بوم‌سازگان دریایی، فیتوپلانکتون‌های پروکاریوتی (مانند سیانوباکتری‌ها) تثبیت‌کننده اصلی نیتروژن هستند، سپس نیتروژن توسط سطوح هرم تغذیه بالاتر مصرف می‌شود. نیتروژن ثابت آزاد شده از این موجودات جزئی از ورودی‌های بوم‌سازگان نیتروژن است. و همچنین نیتروژن ثابت برای چرخه کربن جفت شده مهم است. موجودی اقیانوسی بیشتر از نیتروژن ثابت ممکن است تولید اولیه و صادرات کربن آلی را به اعماق اقیانوس افزایش دهد.